# Trpín (Bílá Lhota)
Trpín (německy Trpin) je osada a základní sídelní jednotka obce Bílá Lhota v okrese Olomouc. Nachází se mezi vesnicemi Červená Lhota a Hrabí, v katastrálním území Červená Lhota u Řimic, asi 5 km jihovýchodně od Loštic a asi 11 km severozápadně od Litovle.
Trpín je roztroušen na celkem šest částí, je zde registrováno devět čísel popisných (z toho osm v největší, centrální části): 11, 12, 15, 29, 30, 31, 32, 33 a 44. Severozápadně od Trpína protéká potok Nivka, který se vlévá do řeky Moravy. Prochází tudy silnice III/37317.